# 安城市の町名
- 愛知県 > 安城市 > 町名

安城市の町名では、同市内に存在する町名を一覧にして記す。括弧内の地名は旧自治体名・大字・町名、数字は町・大字数である。

## 現行の町名
まず現行の町名を郵便番号の若い順に列挙する。

### 郵便番号が「444」の地域（旧桜井町・明治村）
| 郵便番号             | 町名     | 読み方             |
| -------------------- | -------- | ------------------ |
| 〒444-1151           | 村高町   | むらだかちょう     |
| 〒444-1152           | 川島町   | かわしまちょう     |
| 〒444-1153           | 東町     | ひがしまち         |
| 〒444-1154           | 桜井町   | さくらいちょう     |
| 〒444-1155           | 堀内町   | ほりうちちょう     |
| 〒444-1161           | 姫小川町 | ひめおがわちょう   |
| 〒444-1162           | 小川町   | おがわちょう       |
| 〒444-1163           | 木戸町   | きどちょう         |
| 〒444-1164           | 藤井町   | ふじいちょう       |
| 〒444-1165           | 野寺町   | のでらちょう       |
| 〒444-1166           | 寺領町   | じりょうちょう     |
| 〒444-1201           | 石井町   | いしいちょう       |
| 〒444-1202(字団戸)   | 城ケ入町 | じょうがいりちょう |
| 〒444-1203(字立出)   | 城ケ入町 | じょうがいりちょう |
| 〒444-1204(字北立出) | 城ケ入町 | じょうがいりちょう |
| 〒444-1205(字広見)   | 城ケ入町 | じょうがいりちょう |
| 〒444-1206           | 城ケ入町 | じょうがいりちょう |
| 〒444-1211           | 根崎町   | ねさきちょう       |
| 〒444-1212(字北根)   | 根崎町   | ねさきちょう       |
| 〒444-1213           | 東端町   | ひがしばたちょう   |
| 〒444-1214           | 榎前町   | えのきまえちょう   |
| 〒444-1215(字井杭山) | 榎前町   | えのきまえちょう   |
| 〒444-1221           | 和泉町   | いずみちょう       |
| 〒444-1222(字大海古) | 和泉町   | いずみちょう       |
| 〒444-1223(字北大木) | 和泉町   | いずみちょう       |
| 〒444-1224(字八兵エ) | 和泉町   | いずみちょう       |
| 〒444-1225(字井上)   | 和泉町   | いずみちょう       |

### 郵便番号が「446」の地域（安城市・旧矢作町）
| 郵便番号   | 町名         | 読み方                     |
| ---------- | ------------ | -------------------------- |
| 〒446-0001 | 里町         | さとちょう                 |
| 〒446-0002 | 橋目町       | はしめちょう               |
| 〒446-0003 | 柿碕町       | かきさきちょう             |
| 〒446-0004 | 尾崎町       | おざきちょう               |
| 〒446-0005 | 宇頭茶屋町   | うとうちゃやちょう         |
| 〒446-0006 | 浜屋町       | はまやちょう               |
| 〒446-0007 | 東栄町       | とうえいちょう             |
| 〒446-0008 | 今本町       | いまほんまち               |
| 〒446-0011 | 北山崎町     | きたやまざきちょう         |
| 〒446-0012 | 西別所町     | にしべっしょちょう         |
| 〒446-0013 | 東別所町     | ひがしべっしょちょう       |
| 〒446-0014 | 別郷町       | べつごうちょう             |
| 〒446-0015 | 高木町       | たかぎちょう               |
| 〒446-0016 | 山崎町       | やまざきちょう             |
| 〒446-0017 | 大岡町       | おおおかちょう             |
| 〒446-0018 | 東新町       | とうしんちょう             |
| 〒446-0019 | 新明町       | しんめいちょう             |
| 〒446-0021 | 法連町       | ほうれんちょう             |
| 〒446-0022 | 浜富町       | はまとみちょう             |
| 〒446-0023 | 上条町       | じょうじょうちょう         |
| 〒446-0024 | 河野町       | かわのちょう               |
| 〒446-0025 | 古井町       | ふるいちょう               |
| 〒446-0026 | 安城町       | あんじょうちょう           |
| 〒446-0027 | 東明町       | とうめいちょう             |
| 〒446-0031 | 朝日町       | あさひまち                 |
| 〒446-0032 | 御幸本町     | みゆきほんまち             |
| 〒446-0033 | 日の出町     | ひのでちょう               |
| 〒446-0034 | 南町         | みなみまち                 |
| 〒446-0035 | 錦町         | にしきまち                 |
| 〒446-0036 | 小堤町       | こづつみちょう             |
| 〒446-0037 | 相生町       | あいおいちょう             |
| 〒446-0038 | 末広町       | すえひろちょう             |
| 〒446-0039 | 花ノ木町     | はなのきちょう             |
| 〒446-0041 | 桜町         | さくらまち                 |
| 〒446-0042 | 大山町       | おおやまちょう             |
| 〒446-0043 | 城南町       | じょうなんちょう           |
| 〒446-0044 | 百石町       | ひゃっこくちょう           |
| 〒446-0045 | 横山町       | よこやまちょう             |
| 〒446-0046 | 赤松町       | あかまつちょう             |
| 〒446-0051 | 箕輪町       | みのわちょう               |
| 〒446-0052 | 福釜町       | ふかまちょう               |
| 〒446-0053 | 高棚町       | たかたなちょう             |
| 〒446-0054 | 二本木町     | にほんぎちょう             |
| 〒446-0055 | 緑町         | みどりちょう               |
| 〒446-0056 | 三河安城町   | みかわあんじょうちょう     |
| 〒446-0057 | 三河安城東町 | みかわあんじょうひがしまち |
| 〒446-0058 | 三河安城南町 | みかわあんじょうみなみまち |
| 〒446-0059 | 三河安城本町 | みかわあんじょうほんまち   |
| 〒446-0061 | 新田町       | しんでんちょう             |
| 〒446-0062 | 明治本町     | めいじほんまち             |
| 〒446-0063 | 昭和町       | しょうわちょう             |
| 〒446-0064 | 弁天町       | べんてんちょう             |
| 〒446-0065 | 大東町       | だいとうちょう             |
| 〒446-0066 | 池浦町       | いけうらちょう             |
| 〒446-0071 | 今池町       | いまいけちょう             |
| 〒446-0072 | 住吉町       | すみよしちょう             |
| 〒446-0073 | 篠目町       | ささめちょう               |
| 〒446-0074 | 井杭山町     | いぐいやまちょう           |
| 〒446-0075 | 二本木新町   | にほんぎしんまち           |
| 〒446-0076 | 美園町       | みそのちょう               |

## 地名の変遷
ここでは市内の地名の変遷を年表にして記す。
1952年(昭和27年)
碧海郡安城町に市制が施行され安城市が成立、町制時の大字を継承。(17大字)
- 安城(旧安城村)
- 里(旧里村)
- 大浜茶屋(旧里村)
- 上条(旧平貴村)
- 高木(旧平貴村)
- 別郷(旧平貴村)
- 山崎(旧平貴村)
- 北山崎(旧平貴村)
- 東別所(旧平貴村)
- 西別所(旧平貴村)
- 大岡(旧平貴村)
- 今(旧今村)
- 箕輪(旧箕輪村)
- 福釜(旧福釜村)
- 赤松(旧赤松村)
- 古井(旧古井村)
- 篠目(旧篠目村)

1954年(昭和29年)
桜井町から大字桜井の一部を編入し、大字桜井を設置。(18大字)
1955年(昭和30年)
明治村と依佐美村の各一部を編入し、以下の大字を編入した。(27大字)
旧明治村
- 東端(旧東端村)
- 根崎(旧根崎村)
- 城ケ入(旧城ケ入村)
- 和泉(旧和泉村)
- 榎前(旧榎前村)
- 石井(1949年城ケ入より分立)

旧依佐美村
- 高棚(旧高棚村)
- 井杭山(旧榎前村)
- 二本木(1951年野田(現・刈谷市)より分立)

1956年(昭和31年)
桜井を除く市内の大字が廃止され、以下の町名に置き換わった。(26町1大字)
- 安城町(安城)
- 里町(里)
- 浜屋町(大浜茶屋)
- 上条町(上条)
- 高木町(高木)
- 別郷町(別郷)
- 山崎町(山崎)
- 北山崎町(北山崎)
- 東別所町(東別所)
- 西別所町(西別所)
- 大岡町(大岡)
- 今村町(今)
- 箕輪町(箕輪)
- 福釜町(福釜)
- 赤松町(赤松)
- 古井町(古井)
- 東端町(東端)
- 根崎町(根崎)
- 城ケ入町(城ケ入)
- 和泉町(和泉)
- 榎前町(榎前)
- 石井町(石井)
- 高棚町(高棚)
- 井杭山町(井杭山)
- 二本木町(二本木)

同年安城町の一部より以下の町が成立した。(29町1大字)
- 明治本町
- 昭和町
- 大東町

1957年(昭和32年)
安城町・大東町の各一部より池浦町が成立。(30町1大字)
1960年(昭和35年)
岡崎市の一部（1955年以前の旧矢作町域の一部）を編入し、以下の町丁が編入された。(35町1大字)
- 橋目町(旧長瀬村)
- 河野町(旧志賀須香村)
- 宇頭茶屋町(旧志貴村)
- 尾崎町(旧志貴村)
- 柿碕[† 1]町(旧志貴村)

同年以下の町丁が成立した。(46町1大字)
- 桜町(安城町)
- 花ノ木町(安城町)
- 小堤町(安城町)
- 末広町(安城町)
- 錦町(安城町)
- 南町(安城町)
- 日の出町(安城町・上条町)
- 朝日町(安城町)
- 相生町(安城町)
- 新明町(安城町)
- 新田町(安城町・明治本町)

1964年(昭和39年)
大字桜井が古井町に、新明町が朝日町にそれぞれ編入。(45町)

同年安城町の一部より御幸本町が成立した。(46町)
1967年(昭和42年)
桜井町が当市に編入され、同町の大字は当市の町名に継承された。(57町)
- 桜井町(桜井)
- 堀内町(堀内)
- 東町(東町)
- 姫小川町(姫小川)
- 寺領町(寺領(旧三ツ川村))
- 野寺町(野寺(旧三ツ川村))
- 木戸町(木戸(旧三ツ川村))
- 藤井町(藤井(旧三ツ川村))
- 小川町(小川(旧小川村))
- 村高町(村高(旧藤野村))
- 川島町(川島(旧藤野村))

1969年(昭和44年)
今村町が廃止され、その区域に以下の町丁が成立した。(76町)
- 今池町
- 今池町1～4丁目
- 住吉町
- 住吉町1～4丁目
- 今本町
- 今本町1～4丁目
- 東栄町
- 東栄町1～3丁目

1975年(昭和50年)
以下の町丁が成立した。(78町)
- 美園町(二本木町・刈谷市野田町)
- 緑町(二本木町・刈谷市野田町)

1985年(昭和60年)
二本木町・井杭山町・知立市谷田町の各一部より二本木新町が成立。(79町)
1986年(昭和61年)
安城町の一部より横山町が成立。(80町)
1990年(平成2年)
以下の町丁が成立した。(88町)
- 百石町(安城町など)
- 城南町(安城町など)
- 大山町(安城町など)
- 新明町(新田町など)
- 東新町(新田町など)
- 法連町(新田町など)
- 浜富町(新田町など)
- 東明町(新田町など)

2001年(平成13年)
住吉町の一部より住吉町5丁目が成立。(89町)
2006年(平成18年)
以下の町丁が成立した。(97町)
- 三河安城町1～2丁目(横山町・篠目町・二本木新町・二本木町・箕輪町)
- 三河安城東町1～2丁目(横山町・二本木新町・二本木町・箕輪町)
- 三河安城南町1～2丁目(横山町・篠目町・二本木新町・二本木町・箕輪町)
- 三河安城本町1～2丁目(篠目町・二本木新町・二本木町・箕輪町)

2008年(平成20年)
以下の町丁が成立した。(104町)
- 今本町5丁目(今本町3丁目)
- 住吉町6～7丁目(住吉町2～4丁目・住吉町・篠目町)
- 篠目町1～4丁目(篠目町・住吉町)

2012年(平成24年)
以下の町丁が成立した。(114町)
- 里町1～4丁目(里町・東栄町)
- 東栄町4～7丁目(東栄町・今池町4丁目・今池町・浜屋町)
- 今本町7～8丁目(今本町1～2、4丁目・里町)

## 参考資料
- 角川日本地名大辞典 23 愛知県(1989年、角川書店)
- 安城市／区画整理による住所変更
- 安城市／区画整理実施状況